# Sigitas
Sigitas ist ein litauischer männlicher Vorname, abgekürzt ist  Sigis.

## Personen
- Sigitas Čirba (*  1966), Politiker
- Sigitas Zigmas Geda (1943–2008), Dichter
- Sigitas Jakubauskas (* 1958), Fußballspieler und Fußballtrainer
- Sigitas Kaktys  (* 1956), Politiker, Minister
- Sigitas Karbauskas (*  1962), Politiker
- Sigitas Mitkus (* 1962), Ingenieur,  Baurechtler, Professor
- Sigitas Parulskis (* 1965),  Lyriker, Dramatiker, Romanautor
- Sigitas Plaušinaitis (* 1941), Fachübersetzer, Dozent für deutsche Linguistik
- Sigitas Slavickas (* 1941), Politiker, Mitglied des Seimas
- Sigitas Šiupšinskas (* 1964), Politiker, Vizeminister
- Sigitas Tamkevičius SJ (* 1938), römisch-katholischer Erzbischof
- Sigitas Urbonas (* 1942), Politiker, Bürgermeister von Prienai und  Mitglied im Seimas
- Sigitas Valančius (* 1957), Bildungsmanager und Politiker,  Leiter einer Hochschule und Vizebürgermeister von Marijampolė

Zwischenname
- Vytautas Sigitas Draugelis (1943–2010), Politiker, Mitglied des Seimas
- Justinas Sigitas Pečkaitis (*  1946), Strafrechtler, Professor